# Јован I Косача
Јован I Косача (р. 1485. - у. 1537) је био титуларни херцег од светог Саве (лат. Dux Sancti Sabbae) из српске великашке породице Косача, а такође и млетачки племић. Као син херцега Влатка Херцеговића Косаче (у. 1489), последњег владара у Војводству Светог Саве, Јован је наследио разна права које су припадала његовом оцу, укључујући и право на херцешки наслов и извесне приходе. Дубровачка република је припадницима породице Косача наставила да исплаћује Конавоски доходак, тако да је Јован тим поводом неколико пута боравио у Дубровнику, док је Млетачка република уврстила Јована у ред млетачког племства, потврдивши му 1505. године чланство у млетачком Великом већу. Током наредних година, Јован је обављао низ јавних и војних служби на млетачким поседима у северној Италији, а 1510. године је изабран и за члана Већа десеторице (итал. Consiglio dei Dieci), једног од најзначајнијих органа у склопу млетачке државне управе. У то време се оженио Иполитом Неофитом Лоски, припадницом угледне племићке породице из Вићенце, са којом је имао неколико синова и кћери. Наследили су га синови Влатко III Косача, Феранте и Стефан, који су као млетачки племићи наставили да остварују права и почасти које су припадале породици Косача.
Први штампани родослов породице Косача, који је објављен 1621. године у раду "Genealogia diversarum principum familiarum mundi incipiendo ab Adamo", садржао је и основне податке о венецијанском огранку, укључујући и помен Јована I Косаче, а исти родослов је касније преузео и француски историчар Шарл Дифрен (у. 1688).